# Xenorma exturbata
Xenorma exturbata är en fjärilsart som beskrevs av Erich Martin Hering 1925. Xenorma exturbata ingår i släktet Xenorma och familjen tandspinnare. Inga underarter finns listade i Catalogue of Life.